# Odinia thaii
Odinia thaii är en tvåvingeart som beskrevs av Papp 2006. Odinia thaii ingår i släktet Odinia och familjen tickflugor.
Artens utbredningsområde är Thailand. Inga underarter finns listade i Catalogue of Life.